# Posad, Romnî
Posad (în ucraineană Посад) este un sat în comuna Velîki Bubnî din raionul Romnî, regiunea Sumî, Ucraina.

## Demografie
Componența lingvistică a localității Posad
     Ucraineană (96,26%)
     Rusă (3,49%)
     Alte limbi (0,25%)
Conform recensământului din 2001, majoritatea populației localității Posad era vorbitoare de ucraineană (96,26%), existând în minoritate și vorbitori de rusă (3,49%).